# 8773 Torquilla
8773 Torquilla eller 5006 T-2 är en asteroid i huvudbältet som upptäcktes den 25 september 1973 av den nederländsk-amerikanske astronomen Tom Gehrels och det nederländska astronomparet Ingrid van Houten-Groeneveld och Cornelis Johannes van Houten vid Palomarobservatoriet. Den är uppkallad efter fågeln Göktyta.
Asteroiden har en diameter på ungefär 15 kilometer och den tillhör asteroidgruppen Lixiaohua.